# Badr Gaddarine
Badr Gaddarine là một cầu thủ bóng đá người Maroc, thi đấu ở vị trí hậu vệ cho Wydad Casablanca.